# 2015 au Nouveau-Brunswick
Chronologie du Nouveau-Brunswick
- 2011
- 2012
- 2013
- 2014
- 2015
- 2016
- 2017
- 2018
- 2019

Cette page concerne les événements survenus en 2015 dans la province canadienne du Nouveau-Brunswick.

## Événements
- 22 mai : L'ancien premier ministre du Nouveau-Brunswick David Alward quitte ses fonctions de député de Carleton après avoir nommé consul général du Canada à Boston.
- 5 octobre : Élection partielle de Carleton.
- 19 octobre : lors de l'élection fédérale, les libéraux obtiennent un score parfait avec 10 députés élus dans les 10 circonscriptions.

## Décès
- 7 janvier : Gilbert Finn, lieutenant-gouverneur du Nouveau-Brunswick.
- 31 janvier : Vic Howe, joueur de hockey sur glace.